# Botrugno
Botrugno (Vitrùgna in dialetto salentino) è un comune italiano di 2 573 abitanti della provincia di Lecce nella regione storica del Salento, in Puglia.
Situato nell'entroterra della penisola salentina, fa parte dell'unione di comuni denominata Unione delle Terre di Mezzo.

## Geografia fisica

### Territorio
Il comune di Botrugno si estende per 9,68 km² nel versante sud-orientale della provincia di Lecce. Presenta una morfologia pianeggiante ed è compreso tra gli 83 e i 114 metri s.l.m. con un'escursione altimetrica complessiva pari a 31 metri. La parte meridionale del territorio comunale rientra nel Parco dei Paduli, un'area rurale caratterizzata da un paesaggio dominato prevalentemente da estesi e maestosi uliveti e nella quale sopravvivono numerose specie vegetali e animali; è il caso di alcuni esemplari di querce secolari, traccia dell'antico bosco di Belvedere.
Confina a sud e a est con il comune di San Cassiano, a sud-ovest con il comune di Supersano, a nord-ovest con il comune di Scorrano e a nord-est con il comune di Sanarica.
- Classificazione sismica: zona 4 (sismicità molto bassa), Ordinanza PCM n. 3274 del 20/03/2003

### Clima
Dal punto di vista meteorologico Botrugno rientra nel territorio del basso Salento che presenta un clima prettamente mediterraneo, con inverni miti ed estati caldo umide. In base alle medie di riferimento, la temperatura media del mese più freddo, gennaio, si attesta attorno ai +10,5 °C, mentre quella del mese più caldo, agosto, si aggira sui +41,3 °C. Le precipitazioni medie annue, che si aggirano intorno ai 190 mm, presentano un minimo in primavera-estate ed un picco in autunno-inverno.
Facendo riferimento alla ventosità, i comuni del basso Salento risentono debolmente delle correnti occidentali grazie alla protezione determinata dalle serre salentine che creano un sistema a scudo. Al contrario le correnti autunnali e invernali da Sud-Est, favoriscono in parte l'incremento delle precipitazioni, in questo periodo, rispetto al resto della penisola.
| Botrugno                   | Mesi | Mesi | Mesi | Mesi | Mesi | Mesi | Mesi | Mesi | Mesi | Mesi | Mesi | Mesi | Stagioni | Stagioni | Stagioni | Stagioni | Anno |
| Botrugno                   | Gen  | Feb  | Mar  | Apr  | Mag  | Giu  | Lug  | Ago  | Set  | Ott  | Nov  | Dic  | Inv      | Pri      | Est      | Aut      | Anno |
| -------------------------- | ---- | ---- | ---- | ---- | ---- | ---- | ---- | ---- | ---- | ---- | ---- | ---- | -------- | -------- | -------- | -------- | ---- |
| T. max. media (°C)         | 13,5 | 14,5 | 19,9 | 28,7 | 33,6 | 40,8 | 42,9 | 44,1 | 41,8 | 37,0 | 26,6 | 13,8 | 13,9     | 27,4     | 42,6     | 35,1     | 29,8 |
| T. min. media (°C)         | 9,7  | 10,7 | 13,4 | 16,9 | 18,3 | 28,0 | 35,9 | 38,6 | 37,7 | 24,0 | 14,2 | 9,8  | 10,1     | 16,2     | 34,2     | 25,3     | 21,4 |
| Precipitazioni (mm)        | 29   | 28   | 22   | 14   | 2    | 0    | 0    | 0    | 9    | 13   | 32   | 41   | 98       | 38       | 0        | 54       | 190  |
| Umidità relativa media (%) | 79,0 | 78,9 | 78,6 | 77,8 | 75,7 | 71,1 | 68,4 | 70,2 | 75,4 | 79,3 | 80,8 | 80,4 | 79,4     | 77,4     | 69,9     | 78,5     | 76,3 |

- Classificazione climatica di Botrugno:[6]
  - Zona climatica: C
  - Gradi giorno: 1202

## Origini del nome
Il toponimo è di provenienza bizantina, con chiaro riferimento all'uva e ai vigneti che sorgevano su questo luogo. Pare derivi dal greco Botruomai, verbo che significa "produrre grappoli d'uva". Potrebbe derivare anche da Botruoduros ("che ha delle uve").

## Storia
Fondato originariamente dai Greci, Botrugno inizia a svilupparsi dopo la distruzione della vicina Muro Leccese ad opera di Guglielmo il Malo nel XII secolo. Nel 1193 il normanno Tancredi d'Altavilla concesse il casale a Lancellotto Capace. In seguito, nel XIII secolo passò ai Maramonti che diedero inizio alla costruzione di una piccola fortezza intorno alla quale si sviluppò il nucleo abitativo. Nel 1654 i Maramonte, che nel frattempo videro precipitare le proprie fortune, vendettero il casale alla famiglia Branai (Granai) Castriota (discendenti di Vrana Konti) nella persona di Carlo Castriota, già barone di Melpignano. Fu in questo periodo che Botrugno vide il momento di grande splendore e lustro grazie al prestigio della casata e alle ricchezze prodotte mediante scambi commerciali. La fortezza fu trasformata in lussuoso palazzo residenziale; furono commissionati a celebri pittori e ornamentisti i lavori decorativi degli ambienti interni. I Castriota, che ottennero anche il titolo nobiliare di marchesi, furono gli ultimi feudatari e risiedettero fino al 1817, quando Francesco Maria donò il feudo ai Guarini di Poggiardo. Tuttavia il potere feudale era già cessato e il governo del paese venne affidato dapprima ai decurionati locali e successivamente al consiglio comunale. Botrugno perdette la sua autonomia e, insieme con San Cassiano, venne aggregato a Nociglia. Nel corso dell'Ottocento gli abitanti del paese tentarono più volte di conquistare l'autonomia, senza mai riuscirci. Solo con la Legge n. 477 del 13 marzo 1958, promulgata dal Presidente della Repubblica Giovanni Gronchi, Botrugno veniva eretto a comune autonomo. Fautore dell'autonomia di Botrugno fu l'On. Arturo Marzano primo firmatario della proposta di Legge n. 129 del 22 settembre 1953.

### Simboli
Lo stemma e il gonfalone sono stati concessi con decreto del presidente della Repubblica del 4 giugno 1990.
Stemma
Gonfalone

## Monumenti e luoghi d'interesse

### Architetture religiose

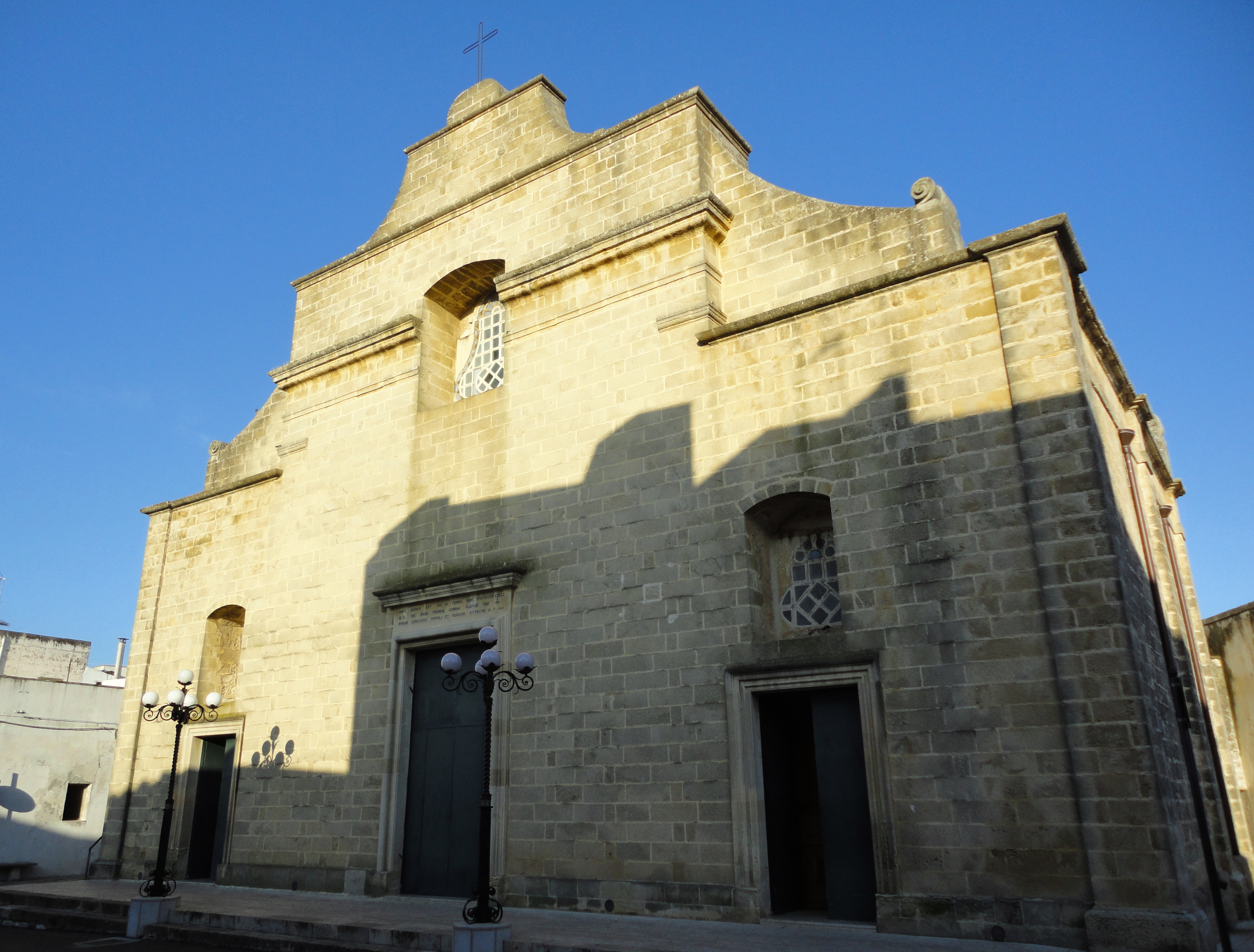
Chiesa dello Spirito Santo

#### Chiesa dello Spirito Santo
La chiesa madre dello Spirito Santo, sede dell'omonima parrocchia, risale alla fine del XVI secolo. Il primo nucleo dell'attuale struttura fu edificato intorno al 1578 abbattendo una preesistente cappella dedicata a San Rocco. Si trattava di una modesta costruzione dotata di soli tre altari. Nel 1656, anno della peste, fu costruito l'altare di Sant'Oronzo, patrono del paese.
L'attuale chiesa si presenta con strutture murarie realizzate in epoche diverse. Fu radicalmente ristrutturata e ampliata nel corso del Settecento; l'interno assunse un impianto basilicale a tre navate a croce latina, venne realizzata un'esuberante decorazione in stucco e furono costruiti altari in stile barocco. Nel 1838 il numero degli altari fu portato a nove. Aggiunte ed ampliamenti ulteriori si effettuarono sino alla seconda metà del XX secolo. Nel 1958 si eseguirono i lavori di rifacimento della facciata, mentre al 1967 è datato l'ultimo intervento decorativo che riguardò le volte della crociera.
L'interno, scandito da arcate a tutto sesto, ospita nella navata sinistra gli altari della Madonna del Carmine e della Sacra Famiglia, nel transetto sinistro gli altari dell'Immacolata e della Madonna del Buon Consiglio, nel transetto destro gli altari di San Francesco di Paola e di Sant'Oronzo, nella navata destra gli altari di Sant'Anna e di San Donato. Nel presbiterio, oltre al policromo altare maggiore della fine del XVIII secolo, è presente un organo costruito verso il 1910 dalla ditta Francesco Mascia di Napoli

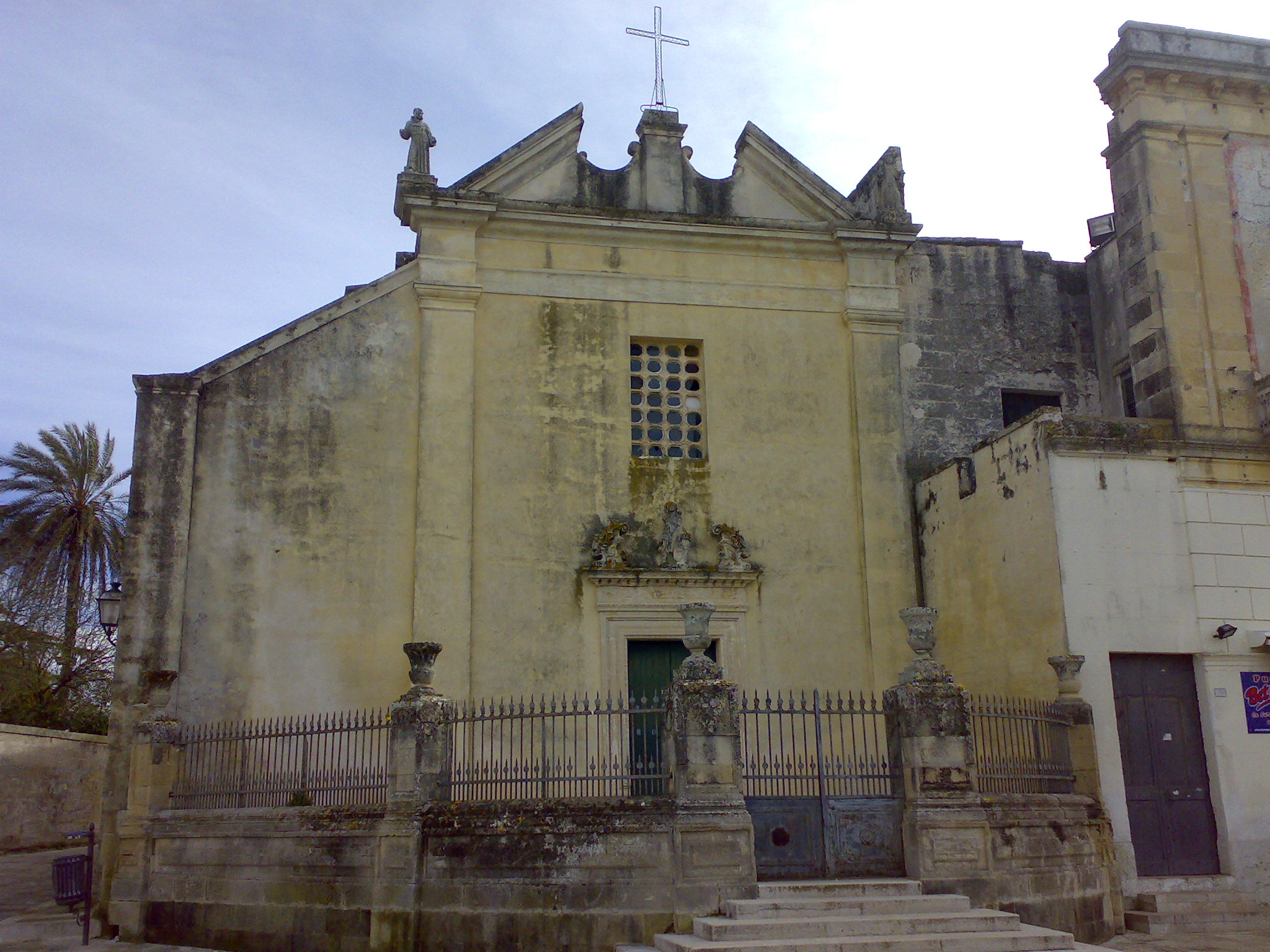
Chiesa Madonna di Costantinopoli

#### Chiesa Madonna di Costantinopoli
La chiesa della Madonna di Costantinopoli, costruita per volontà del feudatario Tarquino Maramonte, sorse verso la fine del XVI secolo insieme all'attiguo convento degli Agostiniani. Questi rimasero a Botrugno per soli tre anni e nell'anno 1600 vi subentrarono al loro posto i Frati Minori Osservanti. Il convento, soppresso nel 1866, fu dapprima destinato ad ospitare le scuole elementari e in seguito venduto a privati (1895) e trasformato in civile abitazione.
La facciata, coronata da un timpano spezzato e dalle statue di Sant'Antonio da Padova e di Santa Chiara, è delimitata da tre alte paraste che anticipano la suddivisione interna in due navate. Il portale tardomanierista, posto in asse con un rettangolare finestrone, è sormontato dalla scultura di una figura angelica che sorregge uno scudo quadripartito. L'interno ha i caratteri tipici di una chiesa conventuale francescana; possiede una pianta a doppia navata anche se la minore è suddivisa in tre cappelle non comunicanti. Sul lato sinistro si aprono le cappelle con relativi altari dedicati a San Michele Arcangelo, a San Francesco d'Assisi e a Sant'Antonio da Padova, mentre sul lato destro sono ospitati gli altari di San Domenico di Guzmán, dell'Immacolata e del Perdono di Assisi. Sull'altare maggiore è collocato un blocco monolitico in pietra su cui è dipinto un trecentesco affresco bizantino della Madonna di Costantinopoli (Odigitria) con il Bambino Gesù che benedice secondo il rito greco. La chiesa custodisce inoltre il sarcofago di Raffaele Maramonte, insigne guerriero, con la data 1596.

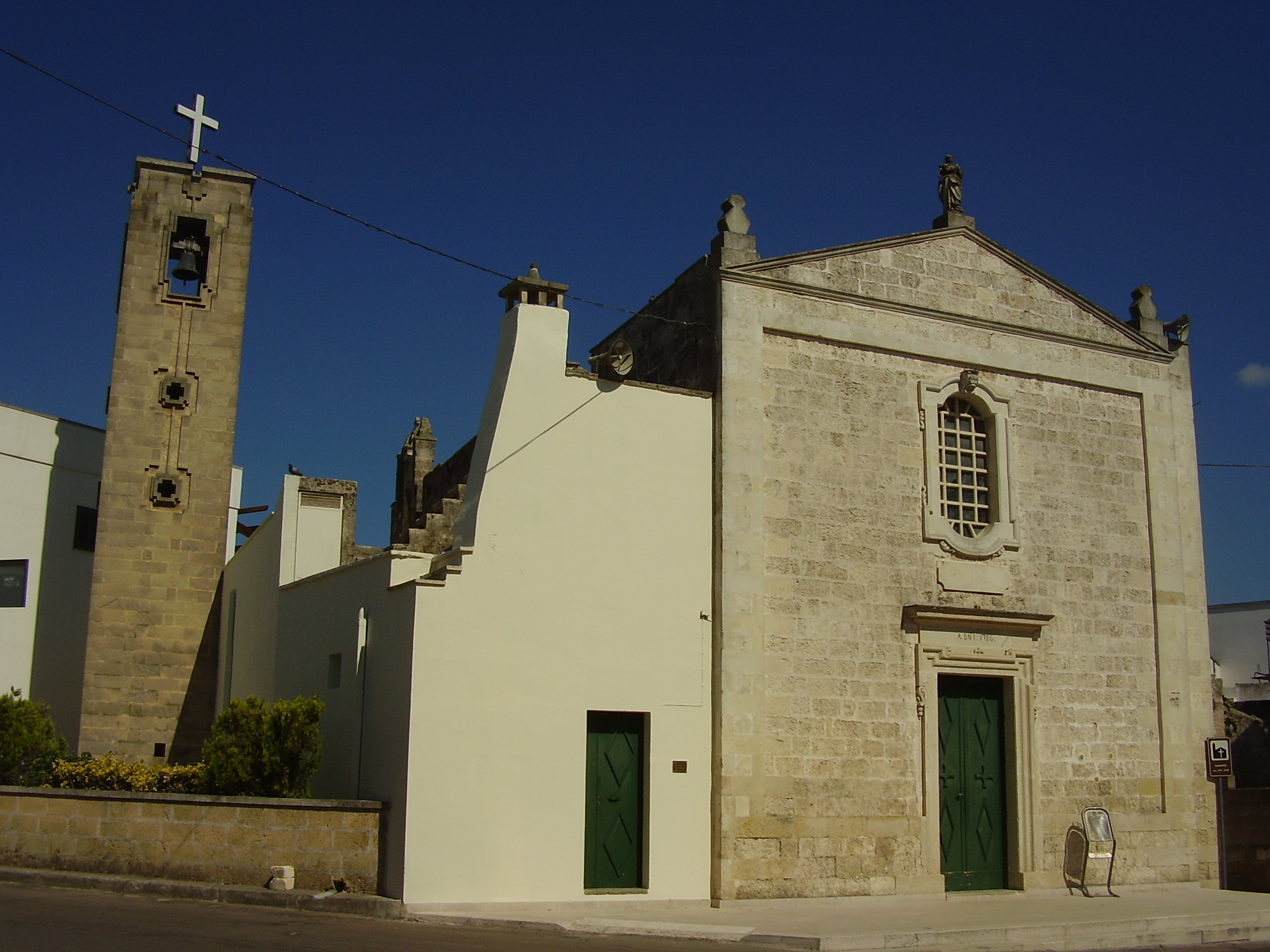
Chiesa dell'Assunta

#### Chiesa della Madonna Assunta
La chiesa della Madonna Assunta era in origine un'antica cappella di rito greco risalente intorno al XIV secolo. Sino alla prima metà del Settecento fu riconosciuta sotto il titolo di San Nicola, e nel corso del Cinquecento fu anche chiesa madre sotto il titolo dello Spirito Santo. Accanto al titolo di San Nicola, appare anche quello di Ecclesia Sanctae Mariae Angelorum e, in coincidenza con la nascita della Congregazione dell'Assunta, che nei registri parrocchiali è citata per la prima volta nel 1713, fu denominata Ecclesia Sanctae Mariae Assumptionis
L'antica cappella fu in parte demolita, ampliata e ricostruita nel 1726. Dell'originario edificio fu tuttavia conservata l'abside recante una raffigurazione pittorica databile al XIV secolo. L'abside è divisa in tre compartimenti verticali: al centro è raffigurata, in piedi e con le braccia aperte, la Vergine con il Divin Figlio, di cui si intravede l'aureola che cinge il capo, il monogramma IC nel lato destro della faccia, e la piccola mano destra sollevata in atto di benedire tenendo chiuse tutte le dita, eccetto l'indice e il medio; nei compartimenti inferiori appaiono le due grandi figure di San Basilio e di San Giovanni Crisostomo, vestiti con abiti episcopali e reggenti ognuno un cartiglio su cui sono riportati in greco due brani di un'orazione dello stesso San Basilio.
La chiesa è sede dell'omonima Confraternita fondata, con Regio Assenzo di Ferdinando IV di Borbone, il 12 novembre 1790.

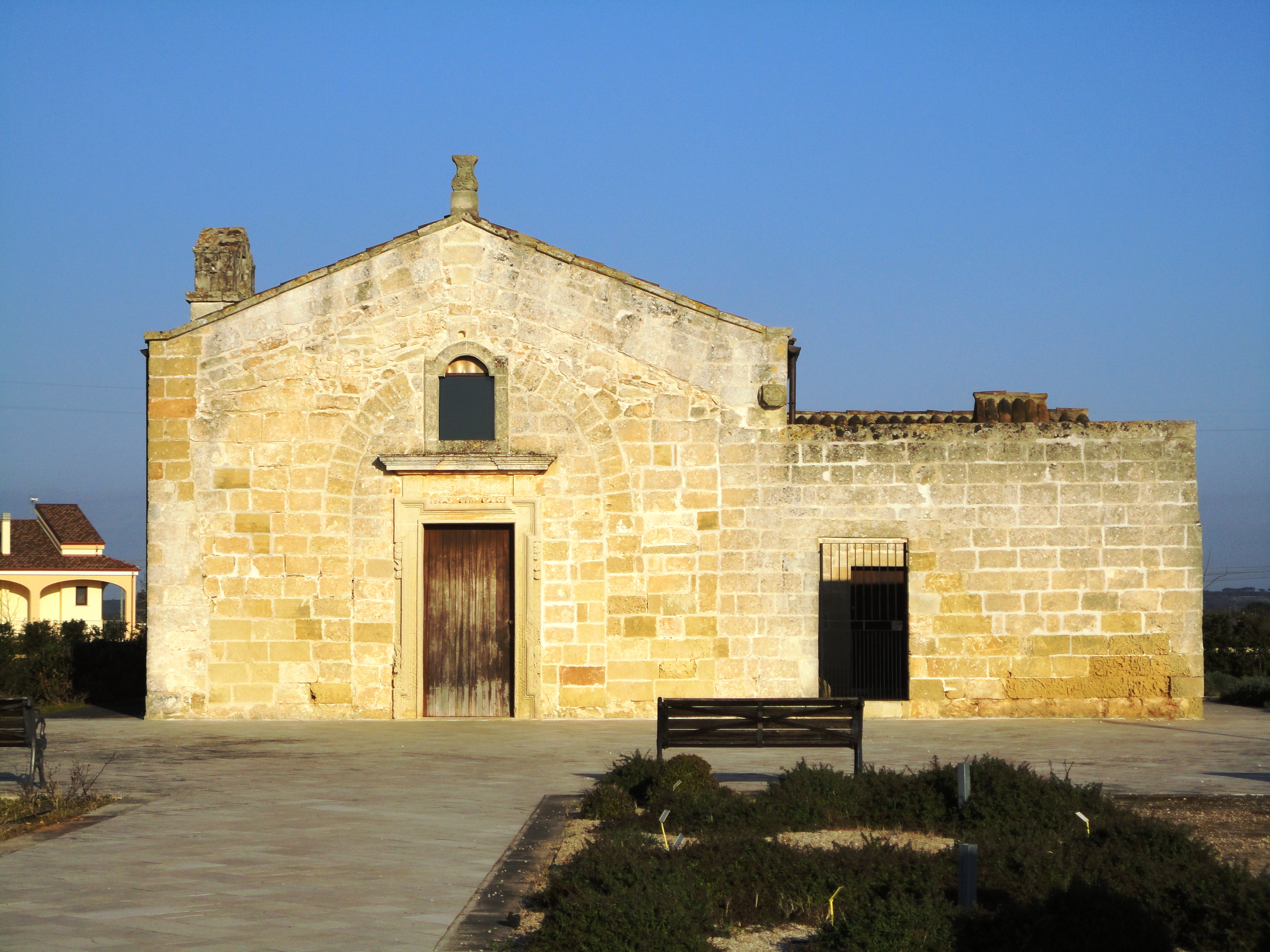
Chiesa di San Solomo

#### Chiesa di San Solomo
La chiesa di San Solomo fu costruita dal barone Giacomo Maramonte nella metà del XV secolo. Successivamente passò ai marchesi Castriota, come si evince da un'epigrafe latina incassata nella parete absidale, e dal 1841 appartenne alla parrocchia di Castiglione che dopo un secolo e mezzo l'ha ceduta al Comune di Botrugno.
Rimasta per decenni in stato di abbandono, fu consolidata e ristrutturata tra il 2000 e il 2004. Presenta una pianta longitudinale ad aula unica, con copertura a doppio spiovente in canne e tegole, suddivisa in due ambienti da un arco a tutto sesto. Sulla parete di fondo è addossato l'altare maggiore, di cui rimane solo la mensa modanata sorretta da due piedritti lisci, affiancato da due mensole con funzione di pastoforia. Sulla parete destra della chiesa è situato un riquadro leggermente rientrante nel quale sono visibili deboli tracce di colore di un affresco raffigurante San Solomo. Questo santo, assolutamente sconosciuto sia dalla Chiesa romana che da quella ortodossa, nel basso Salento è presente anche nella cripta di Sant'Elena di Uggiano la Chiesa e nella Basilica di Santa Caterina d'Alessandria in Galatina. Nei secoli scorsi godette di una certa notorietà ed era festeggiato tre volte l'anno (il 20 maggio, il 21 giugno e il 18 novembre).
Esternamente possiede una facciata a capanna con portale d'ingresso architravato e sormontato da una finestra centinata. È dotata di un piccolo campanile a vela. Sul lato destro è addossato un ambiente a pianta quadrangolare del XVIII secolo con funzione di casa dell'oblato.

#### Cappella Madonna del Carmine (Delle Anime Sante)
La cappella della Madonna del Carmine, riedificata e aperta al culto nel 1952, sostituisce un'antica costruzione semipogea precedente al 1715. Presenta una facciata inquadrata fra due lesene e con timpano di coronamento con croce sommitale. L'interno, ad aula unica quadrangolare voltata a spigolo alla leccese, possiede un unico altare sul quale è inserita una tela raffigurante la Madonna del Carmine. Il dipinto, realizzato tra la fine del Settecento e gli inizi dell'Ottocento da maestranze salentine vicine alla scuola del Giaquinto, proviene dalla chiesa matrice dove era situato sull'omonimo altare.

#### Cappella della Madonna della Serra
La cappella della Madonna della Serra venne edificata dall'ANAS nel 1962, in sostituzione di un edificio settecentesco seminterrato fondato dal locale feudatario Giovanni Castriota. L'antica cappella si trovava all'ingresso del centro abitato e fu abbattuta per la costruzione della Strada statale 275 di Santa Maria di Leuca. L'attuale struttura si articola in un'unica navata a sviluppo longitudinale con copertura piana. Possiede un solo altare in lastre calcaree a blocco e una statua in cartapesta della Madonna della Serra realizzata dalla ditta Malecore di Lecce nel 1983. La facciata a salienti richiama lo stile romanico.

#### Altre architetture religiose
- Calvario - 1897

### Architetture civili

#### Palazzo Marchesale

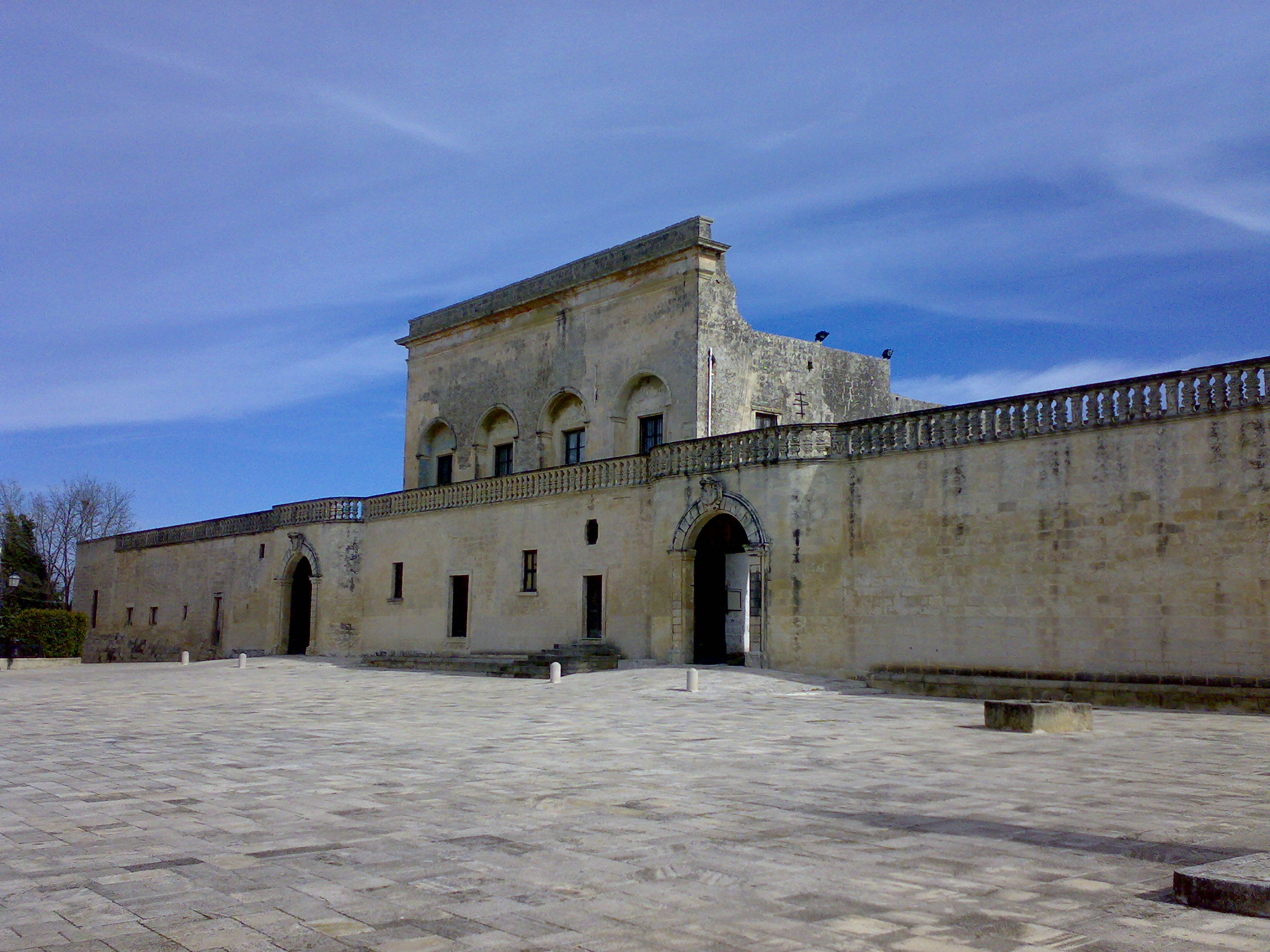
Palazzo Marchesale

Il palazzo Marchesale è una costruzione risalente al XIV secolo e fu edificato dalla famiglia feudataria dei Maramonte. Questi, nel 1654 vendettero il feudo insieme con la loro residenza ai Castriota Granai. Il palazzo, che sotto i Maramonte aveva le caratteristiche di una piccola fortezza, fu trasformato in una vera e propria residenza nobiliare fino ad assumere l'attuale fisionomia. I lavori di trasformazione strutturale ed architettonica si svolsero durante la prima metà del Settecento, mentre nella seconda metà del secolo furono commissionati a celebri pittori e ornamentisti i lavori decorativi degli ambienti interni.
Esternamente si caratterizza per l'elaborato balcone balaustrato, che corre su tutto il prospetto, di pura matrice barocca eseguito nel 1725. L'accesso al palazzo avviene tramite due grandi portali sormontati dallo stemma gentilizio dei Castriota inquadrato con quello dei Maramonte da una parte e da quello dei Castriota con i Guarini dall'altra. L'edificio si articola intorno ad un cortile a pianta rettangolare; al piano terra conta 77 vani, comprese le cantine, i depositi e le scuderie, mentre il piano superiore si compone di 46 ambienti destinati alla residenza dei feudatari.
Di pertinenza del palazzo è l'annessa cappella di Sant'Anna costruita intorno al 1690 dalla nobildonna Anna Carrafa. Presenta un'aula unica con matroneo e pavimento in mosaico realizzato nel XIX secolo. L'unico altare, in stucchi policromati, conserva al centro una tela settecentesca di Sant'Anna con Maria bambina.

### Siti archeologici

#### Specchia Montalto
Trattasi di un cumulo di pietre in parte danneggiato nel tempo. Molte sono le ipotesi sul loro uso ma pare che quella più accreditata sia come torre di vedetta. Quella di Botrugno è nel campo visivo fra la serra LA MOTTA - Nociglia distrutta negli anni 70 e la serra di Giuggianello

#### Menhir Montebianco
Trattasi di un troncone di menhir (36 x 20 cm) alto 135 cm e con la sommità sbozzata. Di forma irregolare, presenta delle fratture nella parte superiore della faccia esposta a S e varie formazioni di licheni. Fu scoperto e catalogato da Cosimo De Giorgi nel 1889.

## Società

### Evoluzione demografica
Abitanti censiti

### Etnie e minoranze straniere
Al 31 dicembre 2020 a Botrugno risultano residenti 20 cittadini stranieri.

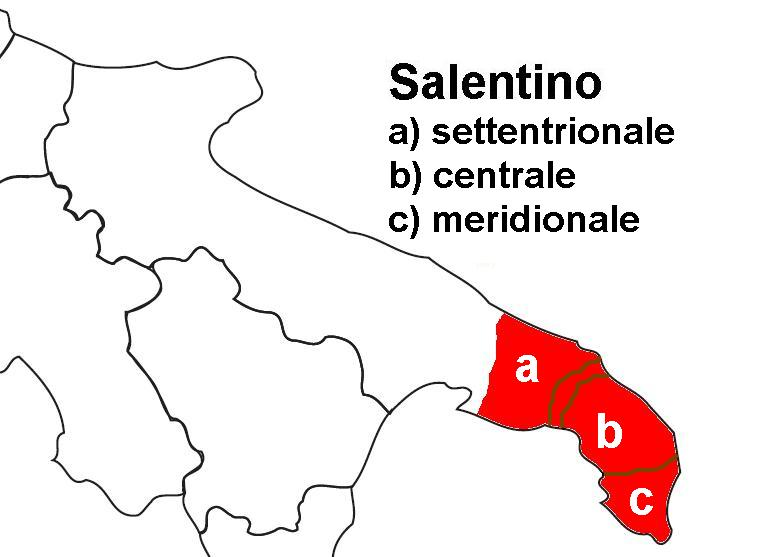
Diffusione del dialetto salentino

### Lingue e dialetti
Il dialetto parlato a Botrugno è il dialetto salentino nella sua variante meridionale. Il dialetto salentino si presenta carico di influenze riconducibili alle dominazioni e ai popoli stabilitisi in questi territori che si sono susseguite nei secoli: messapi, greci, romani, bizantini, longobardi, normanni, albanesi, francesi, spagnoli.

## Cultura

### Istruzione

#### Scuole
Nel comune di Botrugno hanno sede una scuola dell'infanzia, una scuola primaria e una scuola secondaria di I grado appartenenti al locale Istituto Comprensivo Statale.

#### Musei
Il Museo Civico delle Forze Armate è allestito all'interno del palazzo marchesale con accesso da via "Pozzelle".
Il Museo ha una sezione storica che termina con il 1945/46  e una sezione contemporanea   

Nello stesso palazzo marchesale è allestito il museo-storia della lametta da barba.

### Eventi
- Giomadonnari a cura del CTG GIS
- Festa piccola di Sant'Oronzo - 20 febbraio
- Festa di Sant'Antonio da Padova - 13 giugno
- Festa dell'Assunta - 15 agosto
- Sagra dell'Anguria (organizzato dal gruppo per l'impegno sociale CTG GIS)- 17 agosto
- Festa patronale di Sant'Oronzo - dal 25 al 27 agosto[22]
- Premio Farsura - fine agosto

## Infrastrutture e trasporti

### Strade
I collegamenti stradali principali sono rappresentati da:
- Strada statale 16 Adriatica Lecce-Maglie
- Strada statale 275 di Santa Maria di Leuca Maglie-Santa Maria di Leuca

Il centro è anche raggiungibile dalle strade provinciali interne: SP63 Botrugno-Sanarica, SP308 Botrugno-intersezione SP86 Nociglia-Supersano. L'abitato di Botrugno confina con l'abitato di San Cassiano.

### Ferrovie
La stazione ferroviaria più vicina è quella di Sanarica posta sulla linea Maglie - Gagliano del Capo delle Ferrovie del Sud Est.

## Amministrazione
Di seguito è presentata una tabella relativa alle amministrazioni che si sono succedute in questo comune.
| Periodo        | Periodo        | Primo cittadino | Partito              | Carica  | Note   |
| -------------- | -------------- | --------------- | -------------------- | ------- | ------ |
| 20 giugno 1985 | 16 giugno 1990 | Antonio Salerno | lista civica         | Sindaco | [ 23 ] |
| 16 giugno 1990 | 24 aprile 1995 | Mauro Leucci    | Democrazia Cristiana | Sindaco | [ 23 ] |
| 24 aprile 1995 | 14 giugno 1999 | Mauro De Giorgi | centro-sinistra      | Sindaco | [ 23 ] |
| 14 giugno 1999 | 14 giugno 2004 | Silvano Macculi | centro-destra        | Sindaco | [ 23 ] |
| 15 giugno 2004 | 8 giugno 2009  | Silvano Macculi | lista civica         | Sindaco | [ 23 ] |
| 8 giugno 2009  | 27 maggio 2014 | Mauro Leucci    | lista civica         | Sindaco | [ 23 ] |
| 27 maggio 2014 | 26 Maggio 2019 | Pasquale Barone | lista civica         | Sindaco | [ 23 ] |
| 26 Maggio 2019 | 10 Giugno 2024 | Silvano Macculi | Uniti per Botrugno   | Sindaco | [ 23 ] |
| 10 Giugno 2024 | in carica      | Silvano Macculi | Uniti per Botrugno   | Sindaco | [ 23 ] |